# 永虞県
永虞県（えいぐ-けん）は中華人民共和国山西省にかつて存在した県。
1947年（民国36年）、中華民国により山西省永済県より分割設置された。1949年、中華人民共和国が成立すると廃止され、管轄区域は永済県に統合されている。